# Pistone (meccanica)

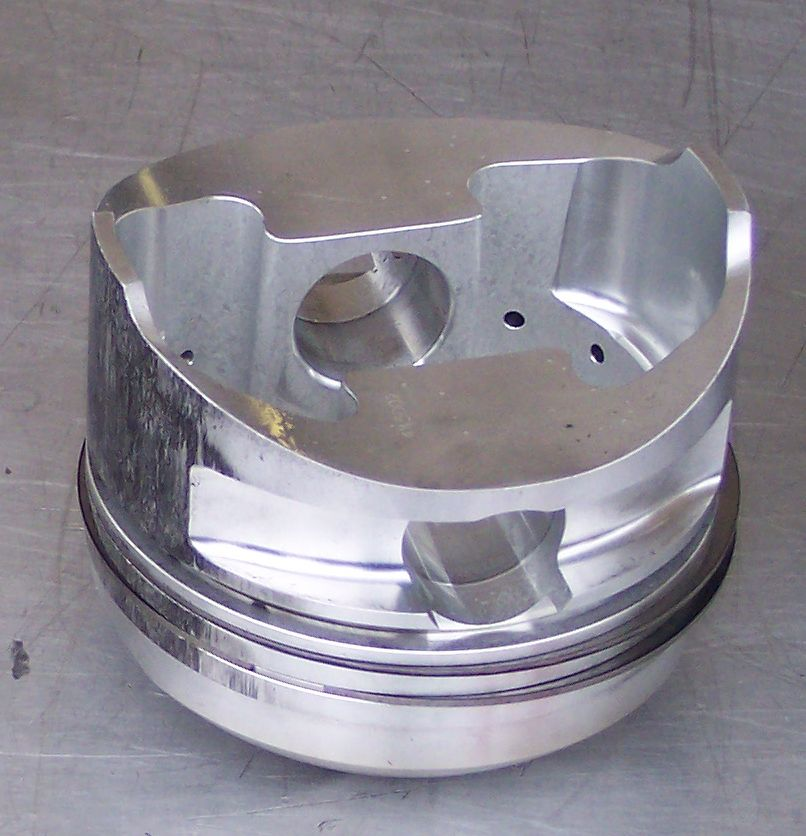
Sezione inferiore di un pistone per motori a quattro tempi. In questo caso, si tratta di componente realizzato tramite stampaggio al maglio, come evidenziato dalle fibrature del materiale sui bordi interni non lavorati. Il mantello, a sinistra, presenta evidenti segni di grippaggio, che indicano un'interferenza meccanica dovuta a un'eccessiva dilatazione del pistone, causata da un raffreddamento inadeguato o da una lubrificazione insufficiente. Il grippaggio provoca effettive saldature per fusione tra la canna e il pistone.

Il pistone è un organo animato di moto rettilineo alternativo del manovellismo di spinta rotativa di una macchina alternativa (per esempio un motore a vapore, un motore ad accensione comandata, un motore diesel, un motore Stirling), su cui agisce la pressione di un fluido.

## Parti del pistone
Il pistone di un motore endotermico è costituito da:
- Mantello: parte laterale del pistone, un solido cilindrico che presenta:
  - Sedi delle fasce elastiche e raschiaolio: solchi presenti nella parte alta prossima al cielo.
  - Portate dello spinotto: fori presenti nella mezzeria del mantello. Più l'asse che li attraversa passa vicino al baricentro del pistone, più si riduce il fenomeno dello scampanamento, cioè i movimenti oscillatori che avvengono durante la corsa.
- Cielo: porzione superiore del pistone, costituisce la parte inferiore della camera di combustione.
- Spinotto: perno che consente l'accoppiamento cinematico con la biella.
- Fasce elastiche: anelli metallici inseriti in cave appositamente lavorate sul diametro esterno del pistone, il cui compito è garantire la migliore tenuta alla pressione generata dalla combustione.
- Anello raschiaolio: altro anello di tenuta la cui funzione specifica è quella di eliminare l'eventuale eccesso di olio lubrificante dalla canna del cilindro, riducendo gli attriti idrodinamici e la possibilità di travaso di lubrificante in camera di combustione.

## Misure
Il pistone viene misurato in varie parti:
- Diametro o Alesaggio, misura necessaria per il giusto accoppiamento con il cilindro
- Altezza di compressione, misura la parte del mantello posta presente nella parte alta del pistone, dal centro dello spinotto fino allo spigolo superiore del mantello
- Forma cielo, il tipo di testa viene indicato generalmente tramite lettere, in modo da poterlo facilmente distinguere.
  - Misura della testa, misura dell'altezza del cielo, dallo spigolo superiore del mantello alla quota più elevata della bombatura. In casi particolari (specialmente con camere di combustione Heron o Diesel), il valore può essere negativo.
- Lunghezza totale, misura l'intera lunghezza del pistone, che è data sia dal mantello che dal profilo del cielo pistone
- Tipo segmenti, il tipo di sedi e di fasce compatibili vengono segnate generalmente tramite lettere, in modo da poterle facilmente distinguere
  - Numero segmenti, indica quante sedi sono presenti
  - Altezza segmenti, indica l'altezza del segmento
- Diametro spinotto, indica la misura dello spinotto
- Lunghezza spinotto, indica quanto questo è lungo

## Produzione
La produzione si differenzia per il tipo di realizzazione del pistone, che può essere:
- Fuso in conchiglia o più semplicemente Fuso, dove la lega viene fatta colare per gravità nello stampo, ma esiste una variante dove si sfrutta la forza centrifuga e in cui lo stampo ruota e applica una lieve compressione alla lega fusa
- Stampati, la lega viene prima utilizzata per la creazione del grezzo del pistone che poi viene sottoposto a una pressione tramite una pressa, in modo da ravvicinare ulteriormente le molecole della lega, come risultati è una via di mezzo tra i fusi e i forgiati.
- Forgiato, la lega viene fatta riscaldare fino al punto di fusione e spinta tramite un maglio a una pressione elevata dentro lo stampo, questa tecnica rispetto alla fusione permette d'avere una lega più compatta e più ricca di legami molecolari, che a parità di volume è più pesante, ma estremamente più resistente, il che permette di creare anche pistoni più leggeri e resistenti (differenze minime) rispetto ai fusi.

## Forma del pistone
La forma reale a freddo del pistone non è cilindrica, in quanto la distribuzione della massa e delle temperature di funzionamento è disomogenea, e questo comporta dilatazioni non uniformi. La sua forma è più o meno tronco-conica in sezione (in realtà il diametro massimo è solitamente a circa 10 mm dal bordo inferiore del mantello) e ovale in pianta, dove l'asse inferiore passa per lo spinotto e le sue portate. La sagoma precisa per ogni motore e applicazione viene definita con simulazioni al computer e prove di funzionamento, in modo che alla temperatura di regime assuma la forma corretta per garantire le minori oscillazioni nella canna, una corretta lubrificazione, gli attriti più bassi e la più efficace tenuta ai gas di combustione.

### Forme particolari

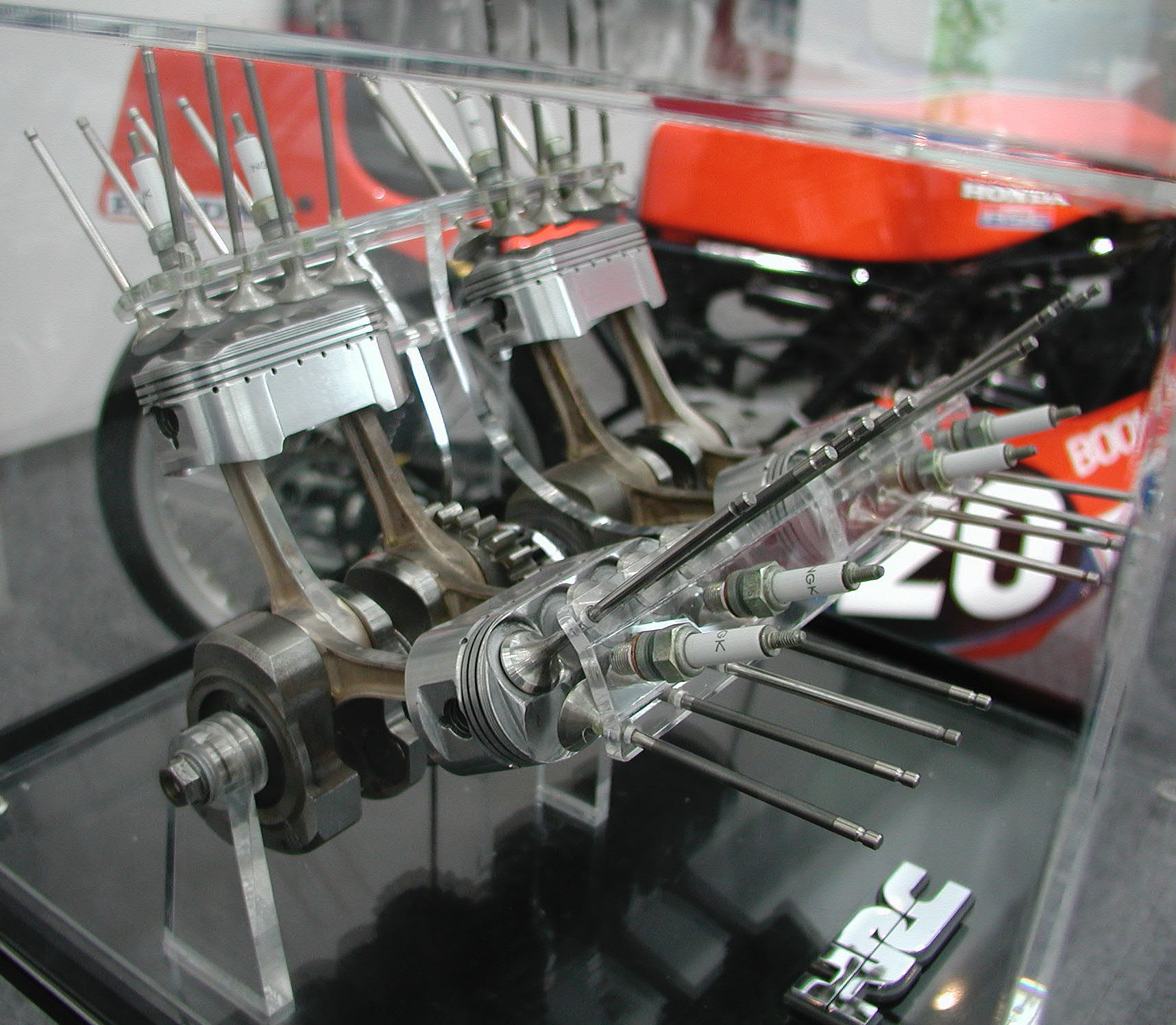
Pistoni ovali della Honda NR 500

Oltre alle forme classiche esistono anche pistoni, generalmente per motori rotativi, dove la forma risulta essere completamente diversa, come nel caso del motore Wankel, dove il pistone o rotore ha una forma trocoidale, ma esiste anche il caso di un motore classico (a pistoni alternati) dove questi, invece della consueta sezione rotonda (insieme a quella del relativo cilindro), hanno un profilo ovale. È quello utilizzato sulle motociclette Honda NR, sia nelle competizioni, che per uso stradale.

## Il mantello del pistone
L'altezza del mantello, quindi la parte del pistone a contatto con il cilindro è molto importante, perché meno mantello si ha e più si riduce l'attrito e si alleggerisce il pistone, ma se il mantello si riduce di troppo si ha la possibilità che perda le sue funzioni.
Nel caso del 2 tempi, se il mantello è troppo corto davanti alla luce di scarico, si genera una fuoriuscita di miscela dal condotto di scarico o un'infiltrazione dei gas di scarico e di conseguenza perdita di potenza del motore, se invece è troppo lungo sui fianchi, riduce la capacità di travaso, riducendo anche in questo caso la potenza.
Nel caso dei 4 tempi, se il mantello è molto ridotto, con un funzionamento ad alti regimi e sotto sforzo (accoppiato ad un'eventuale usura delle parti) il pistone può girarsi e provocare la rottura di tutto il motore, rendendolo inutilizzabile.

### Accorgimenti

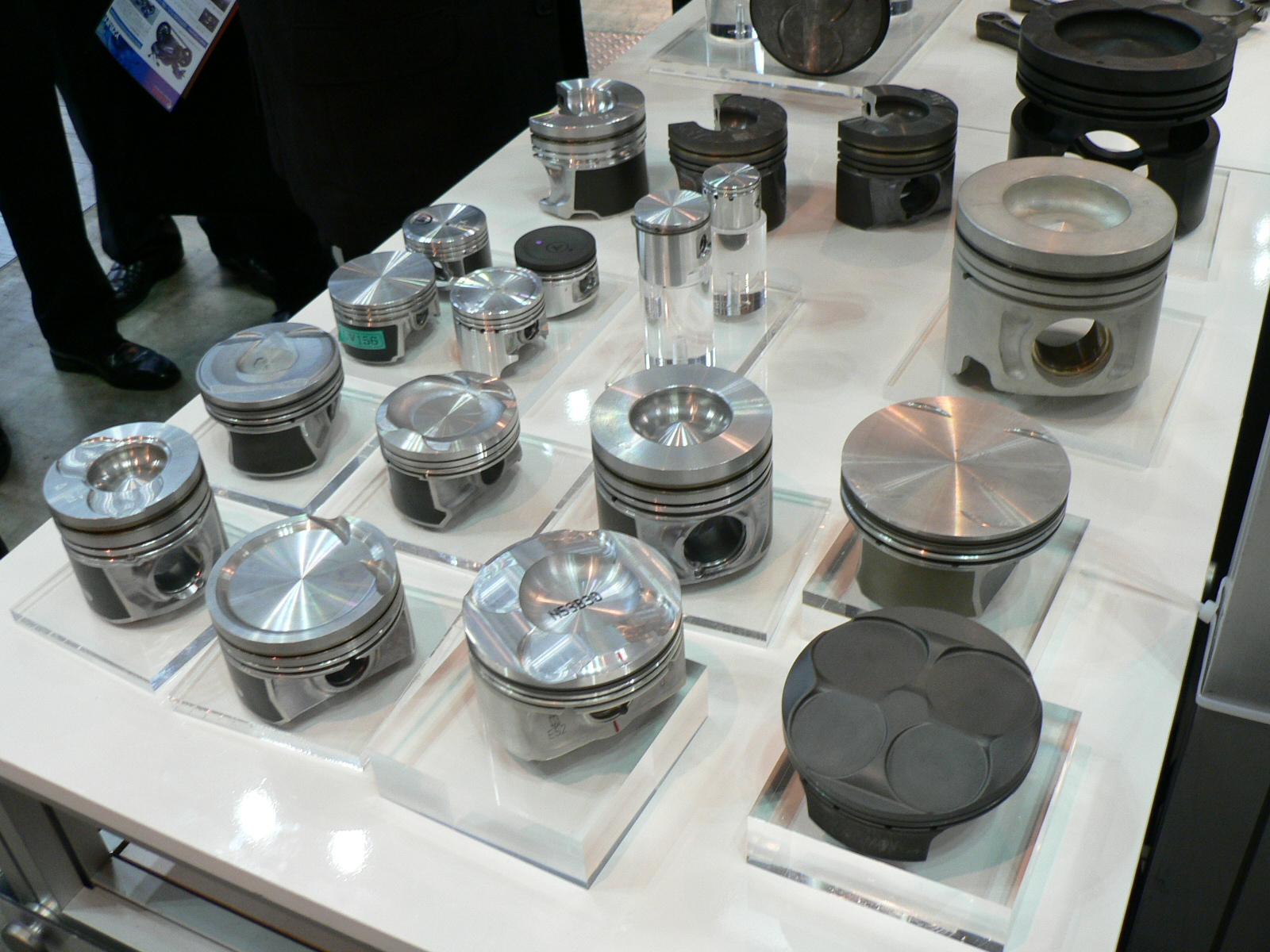
Diversi tipi di pistoni

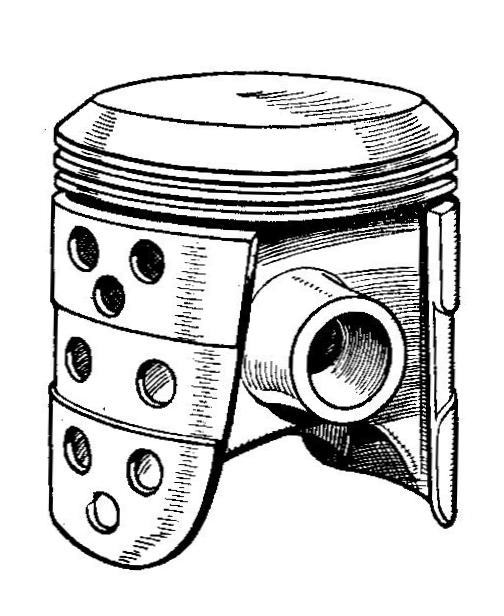
Pistone per motore a 4 tempi con mantello non completamente a contatto con il cilindro, scaricato in zona portate dello spinotto e forato

Per aumentare la resa del motore, il pistone può essere conformato in vari modi:
- Mantello sagomato nella parte inferiore. Nel caso del quattro tempi, questa zona viene sagomata in modo che si possano utilizzare bielle più corte, mentre nel due tempi viene sagomata in modo da lasciare il passaggio libero per i travasi.
- Parte del mantello non a contatto con il cilindro. In questo caso possono mancare vere e proprie parti del mantello nei punti dove questo non è assolutamente necessario o più semplicemente alcune parti di esso non vanno a contatto diretto con il cilindro. In ogni caso queste parti sono opportunamente circondate dalle altre che invece contattano il cilindro per mantenere il giusto accoppiamento. Il ridurre al minimo il contatto tra il mantello e la parete del cilindro fa sì che si possa ridurre l'attrito e quindi diminuire il calore da esso prodotto. Generalmente le parti del mantello non a diretto contatto con il cilindro sono quelle vicine ai fori di inserzione dello spinotto.
- Foratura o fenestratura del mantello. Consiste nel creare nel mantello dei fori o fenestrature. Nel caso dei quattro tempi questi fori sono disposti sulla sede della fascia raschiaolio, in modo da poter raccogliere più olio, mentre per il due tempi queste fenestrature servono per migliorare la lubrificazione del piede di biella o il raffreddamento o la funzionalità dei travasi o fasi del ciclo di funzionamento del motore, come l'aspirazione
- Uso di materiale autolubrificante. Consiste nel fabbricare una parte del mantello del pistone con un riporto di materiale che riesce a lubrificarsi da solo, quest'accorgimento permette di effettuare un rodaggio più rapido e ridurre i rischi di grippaggio, ed è attualmente il più usato.
- Scivolo sul lato scarico. Tale soluzione è utilizzata solo su alcuni motori a due tempi ed ha il vantaggio di consentire una fasatura di scarico maggiore, senza dover ampliare l'altezza della luce di scarico sul cilindro permettendo anche di non pregiudicare eccessivamente il rendimento volumetrico rispetto a una luce di scarico di pari fasatura ma più alta, inoltre permette di avere una sezione più costante della luce di scarico ed una minore turbolenza dei gas nella fuoriuscita, in particolar modo a inizio apertura.
Di contro essa peggiora la forma della camera di combustione, mantenendo una maggiore quantità di combustibile al lato della camera e riducendo l'effetto squish della testata, dato che generalmente non è una soluzione adoperata dai costruttori, ma ricavata per lavorazione artigianale, non si ha un profilo della testata appositamente studiato per essa, il che riduce il rendimento termico ed è il motivo per cui tale soluzione è caduta in disuso.
- Sede spinotto disassata. Con quest'accortezza si cerca di ridurre il rumore del pistone rendendo più graduale il passaggio dell'appoggio da un lato all'altro del cilindro, andando a creare o meno anche un manovellismo obliquo[1], può essere utilizzata anche nei pistoni che presentano il cielo inclinato per ridurre il movimento di coppia e la rotazione del pistone durante la varie fasi, in quanto la forza risultante dal piano del cielo genera un vettore che non passa attraverso una sede pistone centrata.
- Portate spinotto lavorate a chiave di volta (sede di biella trapezoidale). Le portate del pistone vengono lavorate in modo tale da essere meno ingombranti nella parte inferiore del pistone, in modo da favorire la lubrificazione dello spinotto pistone, migliorare il raffreddamento della porzione inferiore del cielo pistone tramite i getti di lubrificazione e ridurre il peso del pistone e delle masse alterne.

## Il cielo del pistone

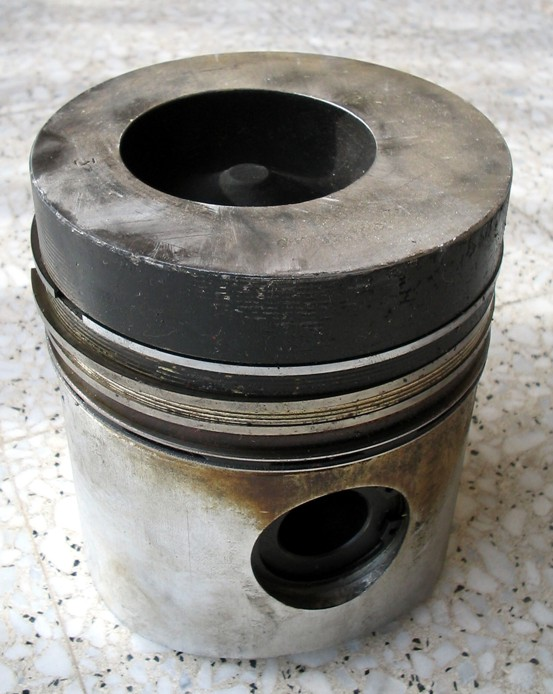
Pistone a cielo cupo saccato decentrato

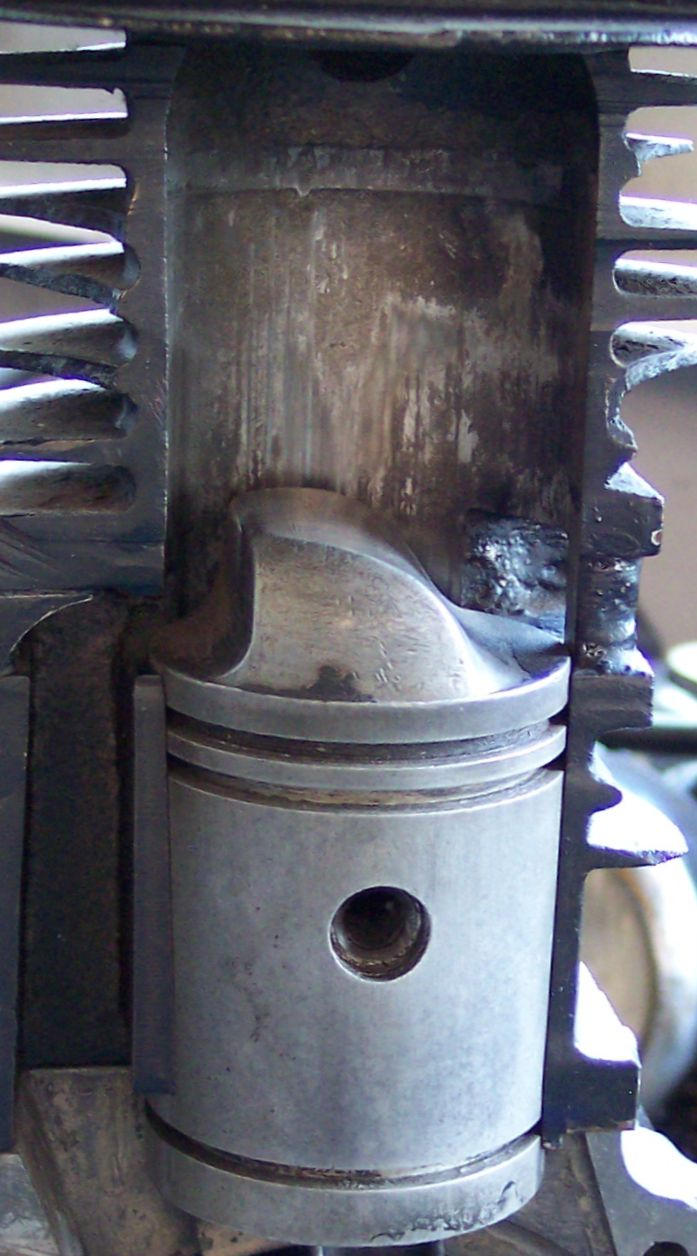
Primi modelli di pistoni a deflettore per motori a due tempi

Il cielo del pistone può avere varie forme:
- Tronco conica Cupa. Questo tipo è quello che richiede maggior lavorazione e permette la migliore resa termica e creazione di turbolenze, ma risulta anche più costoso. Si tratta di un pistone con il cielo tronco conico con la parte più centrale cupa (concava), la quale può essere ricavata tramite lavorazione (Tronco conica) o fusione (bombata).
- Invessa o Cupa. Il cielo è in questo caso concavo e la concavità può essere estesa a tutta la superficie del pistone o essere delimitata alla parte più centrale di esso. Permette di raccogliere meglio la miscela al centro della camera di combustione e migliorarne la combustione, inoltre di sfruttare meglio i gas combusti, concentrandoli al centro della camera di combustione permettendo di sollecitare meno le fasce elastiche. Questo tipo di cielo è compatibile con qualsiasi tipo di testata.
- Cupa a sacca (solo nei motori con iniezione diretta sul pistone). Tale conformazione è usata principalmente nei motori diesel. Il cielo è piatto, con una zona cupa (limitata all'area più centrale ma talvolta decentrata) al centro della quale si trova un cono o sporgenza di altre forme, in modo che il getto dell'iniettore venga raccolto il più possibile nel pistone, che costituirà esso stesso la camera di combustione, dato che la parte di cielo intorno alla concavità si trova quasi a contatto con la testata.
- Tronco conica. Il cielo è conformato a tronco di cono, ed è caratterizzato con la base minore verso l'alto e piatta. Questo tipo ha la caratteristica di ridurre la quantità di benzina ai lati della camera di combustione, migliorando l'effetto dello squish (come nel pistone bombato), inoltre riesce ad aumentare la creazione di turbolenze nella camera di combustione più di qualsiasi altro tipo di pistone.
- Conica. Ha la capacità d'aumentare il rapporto di compressione, migliorando lo sfruttamento della combustione, inoltre riesce anch'essa a ridurre la quantità di benzina ai lati della camera di combustione, migliorando l'effetto dello squish.
Tale forma viene ricavata tramite lavorazione ed i pistoni con questo tipo di cielo sono utilizzati principalmente per motori che richiedono misure precise.

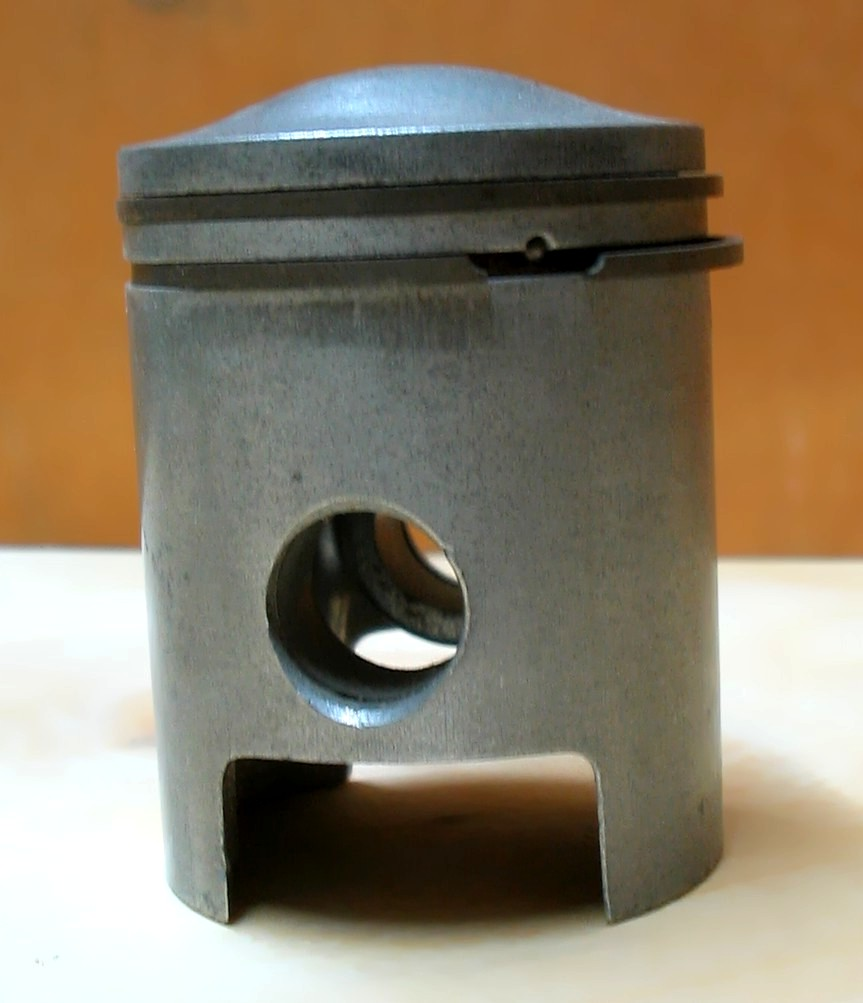
Pistone bombato con bombatura limitata alla zona centrale del cielo pistone

- Bombata. Ha la capacità d'aumentare il rapporto di compressione, migliorando lo sfruttamento della combustione. Questo cielo, per via della sua forma, permette una deviazione verso l'alto della miscela fresca, in modo simile ai pistoni a deflettore. La forma è conferita tramite fusione e nei modelli economici la bombatura è limitata al centro, rimanendo il resto del cielo quasi piatto, mentre nei modelli a prestazioni più elevate essa si estende su tutto il cielo ma con minor raggio di curvatura e rimanendo di fatto molto bassa.
- Piatta. È quella più economica da produrre, sia come lavorazioni, sia come studio, dato che essa non sollecita più di tanto il pistone. Per aumentarne le prestazioni è necessario sviluppare testate dedicate, più che per gli altri tipi di pistone, perché la forma piatta genera meno turbolenze e richiede anticipi d'accensione maggiori.
- Con sedi per le valvole (solo per i motori con valvole a fungo sulla testata). La forma del cielo è bombata o piatta e presenta apposite sedi per consentire il movimento, in esse, delle valvole a fungo, in modo da avere un ritardo alla chiusura, o anticipo all'apertura, delle valvole stesse.
- A deflettore (solo per i motori a due tempi). Il cielo presenta un deflettore, che non permette il mescolarsi della carica fresca proveniente dal carter con i gas combusti. Questo tipo di cielo non si utilizza più a causa degli innumerevoli svantaggi, come la non omogeneità della massa del pistone, l'ingombro, che complica la forma della camera di combustione (e quindi della testata) e l'aumento della superficie esposta alla combustione.
- Inclinata si tratta di un pistone con il piano del cielo inclinato rispetto al suo asse, questa disposizione è molto particolare e di raro utilizzo, un esempio di utilizzo è nel motore W16 della Bugatti Veyron[2][3] o il V4 della Lancia Fulvia, quest'ultima aveva un motore a V di 12° ed un'unica testata, motivo per cui il pistone ha un piano del cielo inclinato[4].

Inoltre il cielo pistone a seconda delle varie esigenze può avere delle lavorazioni:
- Microfori di comunicazione con la sede delle fasce elastiche, il cielo pistone ha dei piccoli fori che permettendo la comunicazione con la sede delle fasce, più precisamente dietro di esse, permette di aumentare ulteriormente l'effetto dei gas combusti, i quali anche senza tali fori s'insinuano sopra e internamente alla fascia elastica e la premono ulteriormente contro il cilindro, questi fori permettono sia di velocizzare il processo che aumentare la tenuta e ridurre di conseguenza il trafilamento dei gas al basamento (blow-by).
- Smusso lato scarico, lavorazione utilizzata su alcuni motori 2 tempi ed in disuso, che permette l'aumento della fase di scarico senza alzare la luce di scarico sul cilindro, ottenendo di fatto una modifica reversibile con la semplice sostituzione del pistone, ma che tende a ridurre l'effetto squish su una porzione della camera di combustione.

## Progettazione[5][6][7]
La progettazione del pistone deve tenere presente diversi fattori, quali, la determinazione del campo termico cui è soggetto e ai trattamenti che ne possono variare le caratteristiche, infatti i pistoni hanno una temperatura d'esercizio che va dai 300°C per il cielo (parte centrale) ai 100°C per la parte inferiore del mantello, che nella sua parte superiore può raggiungere i 200°C, questa differenza di temperatura porta anche a una differente dilatazione, difatti il diametro del pistone a 20°C è maggiore nella sua parte inferiore, le differenze tra cielo e mantello si hanno anche per quanto riguarda le sollecitazioni, infatti il cielo è soggetto a una sollecitazione maggiore per via della combustione.
Questa distribuzione del calore e dilatazione differenziata nelle diverse aree, obbliga a utilizzare profili di forma del pistone differenti e in alcuni casi materiali particolari o più materiali, per ottenere un accoppiamento più costante possibile alle diverse temperature d'esercizio delle diverse parti, il che permette sia di ridurre il rumore di funzionamento e il consumo d'olio.

## Danni del pistone
A carico di questo componente meccanico si possono verificare vari danni, che richiedono la sua sostituzione:
- Grippaggio. Si verifica quando il pistone si dilata troppo per il calore e si rompe il film di lubrificante sulla superficie del cilindro con il conseguente bloccaggio del motore. In queste condizioni si possono verificare danni anche agli altri organi del motore stesso.
- Spistonamento. Quest'evenienza si ha quando il pistone colpisce meccanicamente la testata del motore o quando si tiene per un tempo troppo prolungato il motore a un carico eccessivo, deformando le sedi dello spinotto del pistone e creando dei giochi d'accoppiamento che sono deleteri per la vita e le prestazioni del motore.
- Puntinatura. Si ha quando sul cielo si formano piccoli depositi (facilmente avvertibili al tatto) consistenti in gocce del materiale del pistone derivanti dalla parziale fusione di questo per surriscaldamento locale. Con il tempo, il ripetersi di questo fenomeno può anche comportare la foratura del cielo.
- Fusione o Buco su cielo. La foratura di cui sopra può avvenire anche per un eccessivo anticipo della fasatura d'accensione, carburazione troppo magra, detonazione o preaccensione: tutti casi in cui si ha una combustione molto anticipata e che termina in anticipo rispetto al PMS, innalzando la temperatura del cielo del pistone e portando prima ad un avvallamento e poi alla foratura.

## Materiali
I pistoni possono essere realizzati in diversi materiali o con diverse soluzioni, generalmente la soluzione più comune è la realizzazione in un unico materiale, quello più comunemente utilizzato è l'alluminio, nelle sue diverse leghe, generalmente una lega AlSi con diverse concentrazioni di silicio (generalmente dal 12 al 21%), dove le leghe a maggiore concentrazione di silicio (>12,5% sono definite come ipereutettico) permette di ridurre la dilatazione termica e generalmente vengono utilizzate per la realizzazione dei pistoni fusi, altre leghe possono essere l'alluminio 2618 o 2618A (AlCu e con ridotte concentrazioni di silicio <2%) per i pistoni forgiati a caldo o il 4032 (silicio al 12,5%) sempre per i pistoni forgiati ad alte prestazioni.
Una soluzione relativamente recente e complessa è la realizzazione di pistoni bimetallici o innesti, quali un anello in ghisa lamellare nella prima cava della fascia elastica, oppure boccole in corrispondenza della sede dello spinotto, per quanto riguarda i pistoni bimetallici come pistoni con cielo in acciaio e mantello in alluminio, questi due componenti vengono realizzati separatamente e vengono tenuto assieme tramite lo spinotto, altra soluzione particolare è la realizzazione di pistoni ceramici.
In passato, prima degli anni '50, si utilizzavano anche l'acciaio e la ghisa per la realizzazione dei pistoni; attualmente l'uso di tali metalli è limitato a pochi casi.
I pistoni in lega d'alluminio vengono realizzati così perché l'alluminio puro non ha caratteristiche sufficienti per supportare il lavoro richiesto da un motore endo-termico, motivo per cui viene legato con altri elementi, tra cui:
- Calcio, aumenta la porosità della lega.
- Ferro, aumenta la resistenza, ma diminuisce duttilità.
- Magnesio, migliora la resistenza alla corrosione, favorisce la duttilità e lavorabilità, di contro rende la fusione più critica in quanto durante tale fase la lega tende ad ossidare e tende ad inglobare impurezze di ossidi, inoltre aumenta la fragilità durante il ritiro, ma tali leghe sono trattabili termicamente il quale aumenta la resistenza meccanica
- Manganese, aumentare la resistenza meccanica delle leghe lavorate e riduce la sensibilità alla corrosione intergranulare ed allo stress corrosivo, ma in caso di composti intermetallici riduce la duttilità.
- Nichel, aumenta le caratteristiche meccaniche a caldo.
- Rame, migliora la resistenza alle alte temperature nelle leghe da fonderia, riduce il coefficiente di dilatazione termica, ma riduce la fluidità delle leghe, può ridurre la duttilità e la resistenza alla corrosione, il trattamento termico ne migliora la durezza.
- Silicio, permette sia una migliore colabilità della lega nello stampo, sia di conferire una maggiore resistenza all'usura e una minore dilatazione a caldo.
- Stronzio, permette la creazione di silicio globulare e molto fini, aumentando la tenacità, lavorabilità e riduce la tendenza alla formazione delle cavità da ritiro.
- Titanio, ridurre la tendenza della criccatura a caldo nelle leghe da fonderia.